# Ecuadoraanse heremietkreeft
De Ecuadoraanse heremietkreeft (Coenobita compressus) is een tienpotigensoort uit de familie van de Coenobitidae. De wetenschappelijke naam van de soort is voor het eerst geldig gepubliceerd in 1836 door H. Milne Edwards.